# Campo do Tenente

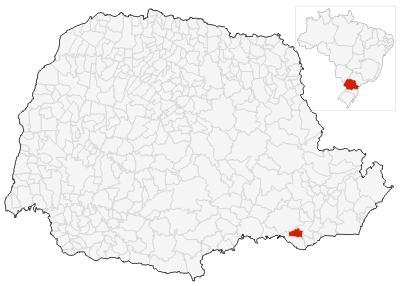

Campo do Tenente est une municipalité brésilienne située dans l'État du Paraná.